# Cornelis de Baellieur

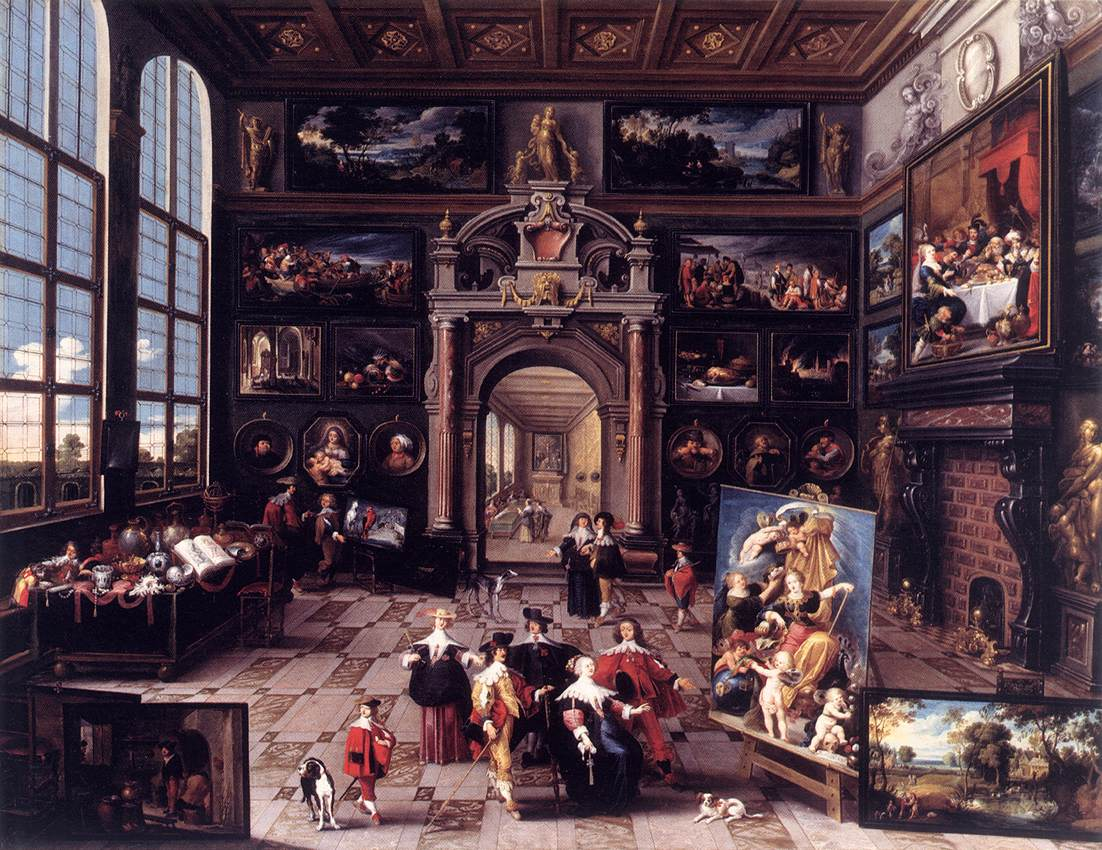
Galerij van een kunstverzamelaar

Cornelis de Baellieur (Antwerpen, 1607 - aldaar, 1671) was een Zuid-Nederlands schilder uit de barokperiode.

## Biografie
Hij zou een leerling van Anthonis Liesaert zijn. Hij werd een meester van de Antwerpse Sint-Lucasgilde in 1626. Hij is bekend voor zijn schilderijen van kunstgalerijen en schilderde ook menselijke figuren in de schilderijen van andere kunstenaars zoals Hans III Jordaens.